# Condado de Cartago
El Condado de Cartago es un título nobiliario español, concedido en el siglo XVII a favor de José Hurtado de Chaves y Enríquez de Mendoza, vecino de Lima, de familia criolla establecida en Cajamarca y que ocupó altos cargos políticos y militares en el Virreinato del Perú.

## Condes de Cartago
|                                 | Titular                                              | Periodo                |
| Creación por Carlos II          | Creación por Carlos II                               | Creación por Carlos II |
| ------------------------------- | ---------------------------------------------------- | ---------------------- |
| I                               | José Hurtado de Chaves y Enríquez de Mendoza         | 1686 - 1687            |
| II                              | Baltasar Hurtado de Chaves y Quesada                 | 1687 - 1690?           |
| III                             | José de Perales y Hurtado de Chaves                  | 1690? - 1748           |
| IV                              | María Catalina de Perales y Hurtado de Chaves        |                        |
| V                               | Francisco Fernández de Alvarado y Vázquez de Velasco |                        |
| Rehabilitación por Alfonso XIII |                                                      |                        |
| VI                              | Ramón de Narváez y Pérez de Guzmán el Bueno          | 1917-                  |
| VII                             | Bernardino de Narváez y Melgar                       |                        |
| VIII                            | Ramón de Narváez y Jiménez de la Iglesia             | 1988-actual titular    |

## Historia de los condes de Cartago
- I conde: José Hurtado de Chaves y Enríquez de Mendoza (Cajamarca, 1632-Lima, 1687).

1. Casó con Catalina María de Quesada Sotomayor. Le sucedió su hijo:

- II conde:  Baltasar Hurtado de Chaves y Quesada      1696).

1. Falleció soltero. Le sucedió su sobrino:

- III conde: José de Perales y Hurtado de Chaves (Lima, 1686-1748)

1. Falleció soltero. Le sucedió su hermana:

- IV condesa: María Catalina de Perales y Hurtado de Chaves (Lima, 1687-)

1. Casó en 1705 con Eugenio Fernández de Alvarado y Colomo, con quien tuvo entre otros hijos a Francisco de Alvarado y Perales; Eugenio Fernández de Alvarado y Perales, I Marqués de Tabalosos; y José Ignacio de Alvarado, rector de la Universidad de San Marcos. Le sucedió su nieto:

- V conde: Francisco Fernández de Alvarado y Vásquez de Velasco

1. Casó con María del Rosario Valdivieso y Orueta. Le sucedió su tío:

- VI conde: Eugenio Fernández de Alvarado y Perales, I marqués de Tabalosos (Barbacoa, 1715-Poitiers, 1780)

1. Casó con Ignacia de Lezo Pacheco, hija del almirante Blas de Lezo, I marqués de Ovieco.

Rehabilitado en 1917
El título fue rehabilitado por un bisnieto del último conde:
- VII conde: José María de Narváez y del Águila, III duque de Valencia (Loja, 1859-Madrid, 1915).

1. Casó en 1880 con María Luisa Pérez de Guzmán el Bueno y Gordón. Le sucedió su hijo:

- VIII conde: Ramón María de Narváez y Pérez de Guzmán el Bueno (Madrid, 1895-1958), IV marqués de la Gracia Real, XV marqués de Espeja.

1. Casó con María de Melgar y Hernández de Arco. Le sucedió su hijo:

- IX conde: Bernardino de Narváez y Melgar (Madrid, 1927

1. Casó en 1951 con María Isabel Jiménez de la Iglesia y Rodríguez-Avial. Le sucedió su hijo:

- X conde: Ramón de Narváez y Jiménez de la Iglesia

1. Casó con Nuria Jareño y Chaumel